# Paicî
Paicî és una llengua austronèsia parlada majoritàriament a l'àrea tradicional de Paici-Camuki, als municipis de Poindimié, Ponérihouen, Koné i Poya, a la Província del Nord, Nova Caledònia. Té 7.300 parlants nadius i l'estatut de llengua regional de França. Aquest estatut implica que els alumnes poden fer una prova opcional en batxillerat a Nova Caledònia mateix o a la França metropolitana. Com les altres llengües canac és regulat actualment per l'"Académie des langues kanak", fundada oficialment en 2007.

## Fonologia
El paicî té un inventari força simple de consonants, comparat amb el de les altres llengües de Nova Caledònia, però té un inusual gran nombre de vocals nasals. Les síl·labes paicî són restringides de CV.

### Consonants
|            |                | Bilabial | Bilabial | Post- alveolar | Palatal | Velar |
| plana      | labial         |          |          | Post- alveolar | Palatal | Velar |
| ---------- | -------------- | -------- | -------- | -------------- | ------- | ----- |
| Nasal      | Nasal          | m        | mʷ       | n̠              | ɲ       | ŋ     |
| Oclusiva   | sonora         | p        | pʷ       | t̠              | c       | k     |
| Oclusiva   | prenasalitzada | ᵐb       | ᵐbʷ      | ⁿ̠d̠             | ᶮɟ      | ᵑɡ    |
| Bategant   | Bategant       |          |          | ɾ̠              |         |       |
| Aproximant | Aproximant     |          |          | l̠              | j       | w     |

### Vocals
El paicî té un sistema simètric de 10 vocals orals, totes poden ser tant llargues com curtes i sense diferència significativa en la qualitat, i set vocals nasals, alguns dels quals també poden ser llargues i curtes. Les seqüències de dues vocals curtes poden portar dos tons, però com que les vocals llargues es limiten a la realització d'un sol to, aquestes semblen ser les vocals fonèmicament llargues en lloc de seqüències.
|             | Frontal | Frontal | Central | Central | Posterior | Posterior |
| Oral        | Nasal   | Oral    | Nasal   | Oral    | Nasal     |           |
| ----------- | ------- | ------- | ------- | ------- | --------- | --------- |
| Tancada     | /i/     | /ĩ/     | /ɨ/     | /ɨ̃/     | /u/       | /ũ/       |
| Semitancada | /e/     | /ɛ̞̃/     | /ɘ/     | /ɜ̞̃/     | /o/       | /ɔ̞̃/       |
| Semioberta  | /ɛ/     | /ɛ̞̃/     | /ɜ/     | /ɜ̞̃/     | /ɔ/       | /ɔ̞̃/       |
| Oberta      |         |         | /a/     | /ɐ̃/     |           |           |

### Tons
Com la seva veïna cèmuhî, el paicî és una de les poques llengües austronèsies que ha desenvolupat to contrastiu, que comprèn tres registres: alt, mitjà i baix. Addicionalment hi ha vocals sense to inherent, el to està determinat pel seu entorn. Les paraules solen tenir el mateix to en totes les vocals, de manera que el to pot pertànyer a la paraula en lloc de la síl·laba.